# 鶯歌春
『鶯歌春』（おうかしゅん）は宝塚歌劇団の舞台作品。雪組公演。
形式名は「ミュージカル・ロマン」。15場。
併演作品は『マンハッタン・ラグ』。
宝塚大劇場で1977年2月18日から3月23日まで（新人公演：3月4日）公演された。東京では未公演。

## 解説
※『宝塚歌劇100年史（舞台編）』の宝塚大劇場公演のページを参照
フランスの作家・ピエール・コルネイユの「ル・シッド」の物語を、中国に舞台を置き換えた恋愛作品。
東千晃が星組から異動して、初めて汀夏子とコンビを組んだ作品。

## 物語
※『宝塚歌劇100年史（舞台編）』の宝塚大劇場公演のページを参照
北宋の首都、開封の宮殿と戦塵にまみれた大平原を舞台に、父親同士の反目から恋人・李鶯蓮の父を殺してしまった若者・趙永徳が数々の試練を乗り越えてハッピーエンドに辿り着くまでを描いている。

## 主な配役
※「（）」の人物は新人公演
- 趙永徳：汀夏子（鳳城ひろき）[2]
- 李鶯蓮：東千晃（優ひかり）[2]

## スタッフ
- 作・演出：阿古健[1]
- 作曲・編曲：寺田瀧雄[3]
- 編曲：入江薫[3]
- 音楽指揮：野村陽児[3]
- 振付[3]：喜多弘、河上五郎
- 装置：黒田利邦[3]
- 衣装：小西松茂[3]
- 照明：今井直次[4]
- 音響：松永浩志[4]
- 小道具：上田特市[4]
- 効果：中田正廣[4]
- 演出助手：村上信夫[4]
- 制作[4]：三宅征夫、平井義人